# Cantonul Domart-en-Ponthieu
Cantonul Domart-en-Ponthieu este un canton din arondismentul Amiens, departamentul Somme, regiunea Picardia, Franța.

## Comune
| Comune                 | Populație (1999) | Cod poștal | Cod INSEE |
| ---------------------- | ---------------- | ---------- | --------- |
| Berneuil               | 214              | 80620      | 80089     |
| Berteaucourt-les-Dames | 1 109            | 80850      | 80093     |
| Bonneville             | 348              | 80670      | 80113     |
| Canaples               | 596              | 80670      | 80166     |
| Domart-en-Ponthieu     | 1 126            | 80620      | 80241     |
| Franqueville           | 108              | 80620      | 80346     |
| Fransu                 | 104              | 80620      | 80348     |
| Halloy-lès-Pernois     | 355              | 80670      | 80408     |
| Havernas               | 375              | 80670      | 80423     |
| Lanches-Saint-Hilaire  | 109              | 80620      | 80466     |
| Fieffes-Montrelet      | 299              | 80670      | 80566     |
| Naours                 | 1 124            | 80260      | 80584     |
| Pernois                | 645              | 80670      | 80619     |
| Ribeaucourt            | 185              | 80620      | 80671     |
| Saint-Léger-lès-Domart | 1 758            | 80780      | 80706     |
| Saint-Ouen             | 2 196            | 80610      | 80711     |
| Surcamps               | 56               | 80620      | 80742     |
| Vauchelles-lès-Domart  | 106              | 80620      | 80778     |
| La Vicogne             | 195              | 80260      | 80792     |
| Wargnies               | 88               | 80670      | 80819     |